# Veleti
Veleti (nemško  Wilzen, Wilsen, Wilciken, Welataben, poljsko Wieleci, Wieletowie, Wilcy) so bili skupina srednjeveških zahodnoslovanskih lehitskih plemen na ozemlju zahodnega Pomorjanskega, sorodnih Polabskim Slovanom, ki so ustanovila Veletsko plemensko zvezo. Zveza naj bi obstajala od 6. do 10. stoletja, ko jo je nasledila Lužiška zveza.

## Ime
Ime Veleti izhaja iz korena vel- (velik, visok). Imeli so tudi druga imena, ki so jih verjetno dobili od svojih sosedov, med njimi Ljutiči in Volki ali Volčki. Slednji pomenita verjetno 'volk(ovi)', prvo pa verjetno 'ljuta bitja' ali  'ljute zveri'. Tako kot druge skupine Slovanov med Labo in Odro so jih germanski viri pogosto imenovali Vendi. V poznem 10. stoletju so postal znani kot Ljutiči. V Einhardovem Vita Karoli Magni (Življenje Karla Velikega) naj bi Wilzi (Veleti) sami sebe  imenovali Velatabi(jani).

## Veletska plemena
Prvo omembo plemena z imenom Veltae (Veleti) najdemo v Ptolemajevi Geografiji iz 2. stoletje, III. knjiga, V. poglavje, ki pravi: "Daleč od Oceana [Atlantik], blizu zaliva Venedicus [Baltsko morje] živijo Veltae [Veleti], med njimi tudi Ossi".
Srednjeveška listina anonimnega Bavarskega geografa, napisana v Regensburgu leta 830, vsebuje seznam plemen v srednji Evropi vzhodno od Labe. Med njimi so omenjeni tudi "Uuilci [Veleti], ki posedujejo  95 civitates".
Veleti niso dolgo ostali enotno pleme. Razvila so se lokalna plemena, med katerimi so bila najpomembnejša: Kissini (Kessiner, Chizzinen, Kyzziner) ob spodnjem toku Warnowa in okolici Rostocka, imenovana po glavnem mestu Kessin, Circipani (Zirzipanen) ob rekah Trebel in Peene, z domnevno glavnim mestom Teterow in trdnjavami v Demminu in verjetno celo Güstrowu, Tolensi  vzhodno in južno od Peene ob reki Tollense, in Redarji južno in vzhodno od Tollenseseeja ob  zgornjem Havlu. Del Veletov so nekoč morda bili tudi Heveli na območju Havela, in, čeprav bolj malo verjetno, Rujani iz Rugije. Po veletskem plemenu Lejti je morda dobila ime Leitha, mejna reka med Avstrijo in Madžarsko.
Politična delitev Veletov je verjetno nastala zaradi velikosti njihovega zemlja z naselji, zgoščenimi okoli rek in utrdb ter ločenimi z velikimi pasovi gozdov. Veletski knez Dragovit je bil leta 798 poražen in postal vazal Karla Velikega v njegovem edinem pohodu na slovansko ozemlje. Dragovitov poraz je pomenil propad osrednje veletske oblasti. Na ozemlje Veletov so med njihovimi nenehnimi pohodi v obodritske dežele vdirali Franki, čeprav so bili  Obodriti njihovi zavezniki proti Sasom. 
Po 10. stoletju so Veleti izginili iz pisnih virov. Nadomestili pa so jih Ljutiči, ki so vsaj delno nadaljevali izročila Veletov.

## Opomba
1. ↑  V primerjavi s prvotno staroslovansko pogansko vero so Polabski Slovani svojo vero  "posodobili" z lesenimi svetišči in duhovščino povzdignili v visok družbeni sloj z velikim političnim vplivom. Skoraj vsako polabsko pleme je imelo svoj poganski kult božanstva z vojaško funkcijo ali različico vrhovnega boga, katerega visoki svečeniki so imeli včasih vojaško spremstvo,  bili enakovredni poglavarjem ali politično celo močnejši. Poganski kulti Polabskih Slovanov so s tem postali bolj organizirani in zato bolj odporni proti pokristjanjenju kot druga slovanska ljudstva z manj  organiziranim poganstvom. Proces je hkrati povzročil nastanek lokalne teokracije.

## Vira
- Christiansen, Erik (1997). The Northern Crusades. London: Penguin Books. str. 287. ISBN 0-14-026653-4.
- Herrmann, Joachim (1970). Die Slawen in Deutschland (nemško). Berlin: Akademie-Verlag GmbH.